# Dai moh seut si
Dai moh seut si (大魔術師), estrenada internacionalment com The Great Magician, és una pel·lícula de comèdia fantàstica d’acció de Hong Kong del 2011 basada en una novel·la de 2009 de Zhang Haifan. Va ser dirigida per Derek Yee i protagonitzada per Tony Leung, Sean Lau i Zhou Xun. Ambientada a Pequín als anys 20, la pel·lícula explica la història d'una il·lusionista que torna de l'estranger per trobar la seva promesa, que ha estat segrestada per un senyor de la guerra amb l'esperança de fer-la la setena dona.

## Argument
La pel·lícula està ambientada a Pequín a la dècada de 1920 durant l'era dels senyors de la guerra després de la caiguda de la dinastia Qing. Liu Kunshan, una minyona que treballa per al senyor de la guerra Lei Bully, utilitza trucs de màgia per espantar els convictes perquè s'uneixin a l'exèrcit del senyor de la guerra. Tot i que ja té sis dones, Lei ha segrestat Liu Yin i espera que es converteixi de bon grat en la seva setena dona.
Chang Hsien, un mag, apareix a la ciutat i enlluerna els habitants amb els seus trucs. Col·labora en secret amb un grup d'espies que treballen per a la govern republicà per atreure Lei a assistir a una actuació i prendre com a ostatge el senyor de la guerra. El veritable motiu de Chang per participar en la trama és recuperar el cor de Liu Yin, la seva promesa a qui havia deixat enrere abans de marxar a l'estranger. Chang també és aprenent de Liu Wanyao, el pare de Liu Yin que ha estat empresonat per Liu Kunshan, que vol obligar a Liu Wanyao a ensenyar-li un truc de màgia secreta.
Chang es retroba amb Liu Yin durant el seu espectacle de màgia i vol fugir amb ella, però ella es nega perquè li preocupa que el seu pare sigui assassinat i perquè ara té dubtes sobre Chang. Lei i Chang entaulen una estranya amistat, i Lei fingeix no saber-ho fins i tot quan ha aconseguit deduir que Chang és el promès de Liu Yin i que Liu Yin encara té sentiments per Chang.
Més tard, Chang descobreix que Liu Kunshan està treballant en secret amb lleials imperials per restaurar la dinastia Qing, amb el suport d'un grup paramilitar japonès de la Societat del Drac Negre. Lei atrapa Liu Kunshan tenint una aventura amb la seva tercera dona, però els deixa anar. Després que la seva coberta sigui volada, Liu Kunshan es posa obertament del costat dels fidels Qing i japonesos, i lidera un motí contra Lei, agafant-lo desprevingut. Durant el motí, Chang utilitza la màgia per enganyar a tothom perquè pensi que Lei i Liu Yin havien mort en un incendi.
Chang, ara capturat per Liu Kunshan, es veu obligat a realitzar un ritual al teatre per ajudar els fidels Qing i els japonesos a reunir un exèrcit per restaurar la dinastia Qing, o si no, el seu mestre, Liu Wanyao, serà executat. Durant la cerimònia, Chang interpreta una pel·lícula i un tanc surt de la pantalla. Es revela que Lei i Liu Yin han sobreviscut, i els soldats de Lei envolten el teatre. Chang salva a Liu Wanyao i tots els fidels Qing i japonesos són assassinats o capturats.
Després, Lei dissol el seu exèrcit per convertir-se en traficant d'armes mentre Chang vol viatjar a Europa per aprendre a fer cinema. Liu Yin decideix no triar ni Lei ni Chang, i tots dos accepten competir de manera justa per guanyar-se el seu cor.

## Repartiment
- Tony Leung com a Chang Hsien
- Sean Lau com a Lei Bully (Lei Da-niu)
- Zhou Xun com a Liu Yin
- Yan Ni com a tercera esposa de Lei
- Wu Gang com a Liu Kunshan
- Kenya Sawada com a Mitearai
- Alex Fong com a Chen Kuo
- Paul Chun com a Liu Wanyao
- Lam Suet com a Li Feng-jen
- Wang Ziwen com a Li Jiao
- Wang Ziyi com a Li Yi
- Daniel Wu com el capità Tsai
- Berg Ng com a Tuozi
- Morris Rong com a senyor de la guerra
- Vincent Kok com a senyor de la guerra
- Tsui Hark com a senyor de la guerra

## Premis i nominacions
32è premis de cinema de Hong Kong
- Nominada: Millor actriu (Zhou Xun)
- Nominada: Millor disseny de maquillatge de vestuari (Yee Chung-man i Jessie Dai)